# Peter Pieters
Peter Pieters (Zwanenburg, Haarlemmermeer, 2 de febrer de 1962) és un exciclista neerlandès, que fou professional entre 1984 i 1996. Durant aquests anys aconseguí una cinquantena de victòries, moltes d'elles en pista, especialitat que combinà amb la carretera. Les seves principals victòries foren la París-Tours i el Campionat dels Països Baixos en ruta, ambdues el 1988.
El seu germà Sjaak i els seus fills Amy i Roy també s'han dedicat al ciclisme.

## Palmarès en ruta
- 1983
  - Vencedor d'una etapa de l'Olympia's Tour
- 1984
  - 1r a l'Omloop van Zeeuws-Vlaanderen i vencedor d'una etapa
  - Vencedor d'una etapa de la Volta a Burgos
- 1985
  - Vencedor d'una etapa de la Volta a Múrcia
- 1986
  -  Campió dels Països Baixos de CRE
- 1987
  - Vencedor d'una etapa de la Volta a Burgos
- 1988
  -  Campió dels Països Baixos en ruta
  -  Campió dels Països Baixos de CRE
  - 1r a la París-Tours
  - 1r a la Ronde van Midden-Zeeland
  - 1r a la Ronde van Friesland
  - 1r al Premi d'Hengelo
  - 1r al Premi d'Heerhugowaard
  - Vencedor d'una etapa dels Quatre dies de Dunkerque
- 1989
  - 1r a la Fletxa Côtière
  - 1r al Premi d'Hengelo
- 1990
  - Vencedor d'una etapa de la Volta als Països Baixos
  - 1r al Premi d'Almelo
- 1991
  -  Campió dels Països Baixos de CRE
  - 1r al Premi de Berghem
  - 1r al Premi d'Haaften
- 1992
  - 1r al Premi de Woerden
  - 1r al Premi d'Alsmeer
  - Vencedor de 3 etapes de la Volta a Suècia
  - Vencedor d'una etapa del Tour de l'Oise
- 1993
  - 1r al Gran Premi del 1r de maig - Premi d'honor Vic de Bruyne
  - 1r al Premi d'Aalen
- 1994
  - 1r al Premi de Göppingen
- 1996
  - 1r a la Ronde van de Haarlemmermeer

### Resultats al Tour de França
- 1985. 140è de la classificació general
- 1989. Fora de control (10a etapa)
- 1992. Abandona (15a etapa)

## Palmarès en pista
- 1985
  -  Campió dels Països Baixos de puntuació
- 1986
  -  Campió dels Països Baixos de persecució per equips
- 1992
  - 1r als Sis dies de Bordeus (amb Pascal Lino)
- 1993
  - 1r als Sis dies de Bremen (amb Urs Freuler)
- 1994
  -  Campió dels Països Baixos de persecució
- 1995
  - Campió d'Europa en Òmnium Endurance
  -  Campió dels Països Baixos de persecució
  -  Campió dels Països Baixos de puntuació
- 1996
  -  Campió dels Països Baixos de persecució
  -  Campió dels Països Baixos de puntuació
- 1997
  -  Campió dels Països Baixos de Madison (amb Robert Slippens)
  - 1r al Premi de Maastricht (darrere derny)
- 1998
  -  Campió dels Països Baixos de puntuació

### Resultats a laCopa del Món
- 1996
  - 1r a Cottbus, en Madison